# 大泉源郎
大泉 源郎（おおいずみ げんろう、1910年（明治43年）12月20日 - 2005年（平成17年）12月28日）は、日本の政治家。北海道苫小牧市2代目市長（1963年5月～1983年4月）。苫小牧市名誉市民。

## 来歴
勇払郡苫小牧村（現・苫小牧市）に質屋の三男として生まれる。室蘭商業学校に進学して程無く旧制北海中学校に編入し（同級生として坊屋三郎がいる）、同校卒業後に苫小牧へ戻るが職が見つからず、当時の苫小牧町役場に臨時職員として入庁し徴税課員を経て常勤に。1947年（昭和22年）町長の田中正太郎に36歳で助役に抜擢され、1948年（昭和23年）の市制を迎える。
1963年（昭和38年）に引退する田中市長の後継を決める市長選で、北海道衛生部長を務めた稲垣是成らを破って初当選。折しも苫小牧港が開港し日之出化学工業を皮切りに宇部興産・出光興産・日本軽金属などを誘致し、苫小牧を道内随一の工業都市へと変貌させた。更に苫小牧港の東部に広がる苫東地区開発推進を図るが公害問題などから支持母体の社会党などが反対、4期目からは保守・中道系に軸足を移して以後1983年（昭和58年）まで5選に。この間にも北海道市長会副会長や全国市長会副会長などを務め、ラムサール条約登録湿地ウトナイ沼の環境保全や、道内初の下水道整備、フェリーの苫小牧就航といった公共機関の充実化など都市機能の充実化も図った。
退任後の1988年（昭和63年）に苫小牧市名誉市民になる。
2005年12月28日に慢性腎不全のため死去、95歳没。死没日をもって従四位に叙される。